# Béatrice de Planisoles
Béatrice de Planisoles, född 1274, död okänt år (efter år 1322), var en fransk adelsdam och katar. Hon dömdes år 1322 som anhängare av katarismen av den franska inkvisitionen. Hon är en av centralfigurerna i Emmanuel Le Roy Ladurie's berömda bok Montaillou.